# Bob Bignall
Robert „Bob“ Bignall (* 14. März 1922 in Wollongong; † 11. August 2013) war ein australischer Fußballspieler.

## Karriere
Bignall absolvierte in einer 24 Jahre währenden Karriere in New South Wales 424 Einsätze für die Corrimal Rangers, Woonona, North Shore und South Coast United. Von 1954 bis 1956 bestritt der Verteidiger insgesamt 20 Partien für die australische Fußballnationalmannschaft, darunter acht offizielle A-Länderspiele. Er debütierte am 28. August gegen Neuseeland und trug am 24. September 1955 bei einer Partie gegen Südafrika erstmals die Kapitänsbinde. Auch beim olympischen Fußballturnier 1956 im eigenen Land führte Bignall die australische Elf in beiden Partien als Kapitän an. Für Auswahlteams von New South Wales war er insgesamt 37-mal im Einsatz.
Neben dem Fußball war Bignall auch in den Sportarten Rugby League, Tennis und Cricket aktiv. Nach seinem Rücktritt vom aktiven Sport wandte sich Bignall dem Training von Greyhounds zu.